# Ulf Nordin
Ulf Nordin, född den 7 september 1950 i Stockholm, Stockholms län, är en svensk travtränare och travkusk. Han har varit verksam i Frankrike sedan 1983.

## Karriär
Ulf Nordin är son till framstående travtränaren Sören Nordin, som bland annat vann Prix d'Amerique 1950 med Scotch Fez), och sonson till Ernst Johan Nordin. Han är även brorson till Gösta och Gunnar Nordin, som även de varit framstående inom travsporten. I början på 1980-talet flyttade pappa Sören sin verksamhet till USA, dit även Ulf följde med under en kort period, men valde sedan att starta upp en egen verksamhet i Frankrike.

### Tidiga år
Ulf Nordin började sin karriär inom travet när han var 18 år gammal, då han började jobba tillsammans med sin far under tio år. Han tog senare ut en proffstränarlicens vid Solvalla, och tog bland annat en sällsynt trippel i Svenskt Trav-Kriterium 1982, där hans hästar Ex Hammering (körd av Nordin själv), Solo Hagen (körd av Jim Frick) och Jonny Star (körd av Torbjörn Jansson) var etta, tvåa och trea. Året efter sökte sig Ulf till norra Frankrike för att starta sin verksamhet i Chamant i departementet Oise.

### Träningsmetoder och avel
Nordin är känd för att vara en av de första travtränarna som använde sig av intervallträning för att träna sina hästar. Detta gjorde att hästarna blev väldigt starka, och kunde springa snabbare än innan. Han har även hjälpt till att utveckla den franska travaren i avel, med hjälp av hingsten Florestan (efter Roquépine) och amerikanska travaren Star's Pride. Främst Florestan har fört Roquépines linjer vidare, och han anses vara en av den franska travhästens mest betydelsefulla avelshingst genom tiderna. Han blev även en av de första franska hingstarna att tillåtas i amerikansk avel.

### Senare år
Under år 2000 flyttade han sin verksamhet till Formerie i departementet Oise. 2018 blev Nordin inbjuden att köra legendloppet Ahlsell Legends på Solvalla. I loppet körde han New Life Wheels av Risto Salmela och slutade på en fjärde plats.

## Större segrar i urval
| År   | Lopp                         | Häst               | Kusk/Ryttare            | Tränare          | Grupp   |
| ---- | ---------------------------- | ------------------ | ----------------------- | ---------------- | ------- |
| 1972 | Harper Hanovers Lopp         | Zolimit            | Ulf Nordin              | Sören Nordin     | Grupp 2 |
| 1972 | Guldstoet                    | Fine Shadow        | Ulf Nordin              | Ulf Nordin       | Grupp 2 |
| 1979 | Svenskt Trav-Oaks            | Prophet Jill       | Ulf Nordin              | Ulf Nordin       | Grupp 1 |
| 1980 | Svenskt Trav-Kriterium       | Micado C.          | Ulf Nordin              | Ulf Nordin       | Grupp 1 |
| 1981 | Sweden Cup                   | Dialekt            | Ulf Nordin              | Ulf Nordin       | Grupp 2 |
| 1981 | Årjängs Stora Sprinterlopp   | Dialekt            | Roland Davidsson        | Ulf Nordin       | Grupp 2 |
| 1981 | Hugo Åbergs Memorial         | Mustard            | Olle Goop               | Ulf Nordin       | Grupp 1 |
| 1981 | E.J:s Guldsko                | Wind Speed         | Ulf Nordin              | Ulf Nordin       | -       |
| 1982 | Svenskt Trav-Kriterium       | Ex Hammering       | Ulf Nordin              | Ulf Nordin       | Grupp 1 |
| 1982 | Graf Kalman Hunyady Memorial | Mustard            | Ulf Nordin              | Ulf Nordin       | -       |
| 1983 | Graf Kalman Hunyady Memorial | Micado C.          | Ulf Nordin              | Ulf Nordin       | -       |
| 1984 | Oslo Grand Prix              | Hickory Almahurst  | Ulf Nordin              | Ulf Nordin       | Grupp 1 |
| 1986 | Critérium des 4 ans          | Quadrophenio       | Ulf Nordin              | Daniel Bethouart | Grupp 1 |
| 1986 | Critérium des Jeunes         | Ruanito d'Arc      | Ulf Nordin              | Ulf Nordin       | Grupp 1 |
| 1986 | Prix Albert-Viel             | Ruanito d'Arc      | Ulf Nordin              | Ulf Nordin       | Grupp 1 |
| 1987 | Critérium des 4 ans          | Ruanito d'Arc      | Ulf Nordin              | Ulf Nordin       | Grupp 1 |
| 1988 | Critérium des Jeunes         | Tonnerre d'Amour   | Ulf Nordin              | Ulf Nordin       | Grupp 1 |
| 1988 | Prix de l'Étoile             | Sébrazac           | Michel-Marcel Gougeon   | Ulf Nordin       | Grupp 1 |
| 1989 | Critérium des Jeunes         | Ulf d'Ombrée       | Jean-Claude Hallais     | Ulf Nordin       | Grupp 1 |
| 1990 | Critérium Continental        | Uristan            | Ulf Nordin              | Ulf Nordin       | Grupp 1 |
| 1992 | Prix de Cornulier            | Voici du Niel      | Laurent-Claude Abrivard | Ulf Nordin       | Grupp 1 |
| 1993 | Critérium des 5 ans          | Avenir de Sée      | Ulf Nordin              | Ulf Nordin       | Grupp 1 |
| 1994 | Critérium des 3 ans          | Destin de Busset   | Ulf Nordin              | Ulf Nordin       | Grupp 1 |
| 1999 | Prix de l'Étoile             | Isadora d'Ombrée   | Ulf Nordin              | Ulf Nordin       | Grupp 1 |
| 2000 | Critérium des 4 ans          | Ipson de Mormal    | Ulf Nordin              | Edouard Genin    | Grupp 1 |
| 2001 | Critérium des 5 ans          | Ipson de Mormal    | Ulf Nordin              | Ulf Nordin       | Grupp 1 |
| 2002 | Prix René Ballière           | Jackhammer         | Ulf Nordin              | Ulf Nordin       | Grupp 1 |
| 2008 | Prix de Cornulier            | Magnificent Rodney | Franck Nivard           | Ulf Nordin       | Grupp 1 |